# 高熲
高 熲（こう けい、? - 607年）は、北周から隋にかけての政治家。字は昭玄。一名に敏。本貫は渤海郡蓨県。父は高賓。子は高盛道・高弘徳・高表仁。隋の文帝に腹心として仕え、隋の建国と中国の再統一に多大な功績を上げた。統一後も重臣として文帝を補佐し、真の宰相であると評されたが、皇太子楊勇の廃立に反対して失脚。後に煬帝の政治を批判し誅殺された。

## 略歴

### 文帝の宰相として
幼くして聡明で度量があり、史書を広く読み、弁舌の応対に巧みであった。17歳のとき、北周の斉王宇文憲の記室参軍となる。武帝の時期に、父の高賓の武陽県伯を継いで内史上士となり、まもなく下大夫に任じられた。武帝が北斉を滅ぼした時に功績をあげて開府を拝した。ついで越王宇文盛に従って汾州で起きた異民族の反乱を鎮圧した。
随国公楊堅（後の隋の文帝）は北周の実権を握ると、高熲が有能で誠実であり、計略に優れていることから、彼を自らの幕下に招き入れ、相府司録として重用した。580年、尉遅迥が鄴で反乱を起こすと、楊堅は韋孝寛を総大将として討伐に向かわせたが、諸将の意見が一致せず、軍は河陽に至ると沁水をはさんで敵と対峙したまま進軍しなかった。高熲は自ら願い出て軍中に赴いた。着陣すると、沁水に橋を架けさせた。敵軍が上流から火が着いた大筏を流したが、高熲はあらかじめ犬のような形をした土嚢を仕掛けてこれを防いだ。川を渡ると橋を燃やして、敵軍を大いに打ち破った。鄴に進軍し尉遅迥と交戦し、宇文忻・李詢らとともに策を設けてこれを打ち破り、乱を平定することに成功した。帰還すると柱国に位が進んで義寧県公に改封され、相国司馬となった。
581年（開皇元年）、隋が建国されると、高熲は尚書左僕射・納言となり、渤海郡公に改封され、しばらくして左衛大将軍を加えられた。このとき突厥がしばしば侵入していたため、文帝は高熲に辺境を鎮圧させた。新都大監を兼ねて新都の大興城（長安）の建設を司り、制度の多くは彼によって出された。さらに左領軍大将軍を加えられた。母の死により職を去るが、詔勅によりすぐ呼び戻された。
582年、長孫覧・元景山らを指揮して南朝陳を討つが、陳の宣帝が死去したため、喪中にある敵を攻撃することは非礼であるとし、兵を撤退させた。文帝に陳攻略の策を問われると、江南の収穫期に攻撃する振りを繰り替えして敵を疲労させ、さらに攻撃の振りを繰り返すことによって相手を油断させること、また密かに工作員を派遣して糧食の備蓄を焼き討ちすることを進言した。文帝がこの策を実行すると、陳の財力は大きく疲弊した。588年、晋王楊広（後の煬帝）を総大将として陳平定の兵が起こると、高熲は元帥長史として楊広を補佐し、全軍の指示はすべて彼の判断に任された。翌589年、陳の首都の建康を陥落させ、皇帝の後主を捕らえ、陳を滅ぼすことに成功した。功績により上柱国に進み、斉国公に爵位を上げられた。この時、楊広は後主の寵姫である張麗華を自分のもとに納めようとしたが、高熲は「（周の）武王は殷を滅ぼすと、妲己を殺しました。いま陳を平定し、張麗華を手に入れるわけにはいきません」と言い、兵に命じて張麗華を斬らせた。このことから楊広は高熲を憎むようになった。
高熲は文武に大略があって政務に通達し、蘇威・楊素・賀若弼・韓擒虎ら多くの優れた人材を推挙し、彼らの才能を尽くさせた。文帝からは常に独弧と呼ばれ、信任も厚く、20年近く宰相の地位にあって、朝野すべてが信服し、異議を唱えるものはなかったという。文帝の治世が栄えたのは高熲の力によるものであった。

### 失脚と最期
文帝の皇后の独孤伽羅は嫉妬深い性格で、夫の文帝がほかの女性を寵愛することを許さなかった。ある時、文帝が尉遅迥の孫娘を仁寿宮で寵愛していることを知ると、皇后はこの娘を密かに殺させた。文帝は怒り、単騎で宮殿を飛び出して山谷の間に入った。高熲は楊素とともに文帝を追いかけ、「陛下は一婦人のために天下を軽んじられますな」と言って諫めた。これを聞いた文帝は少し気が収まり、夜中に宮殿に帰還した。これより以前、独孤皇后は高熲の父の高賓が彼女の父の独孤信の家来だったこともあり礼遇していた。しかし高熲が皇后を「一婦人」と言ったことを知ると、高熲を怨むようになったという。
この頃、文帝の長男である皇太子の楊勇は奢侈を好み、多くの愛妾を持っていたことから、父母の文帝・独孤皇后のいずれにも嫌われていた。皇后は楊勇を廃立して次男の楊広を新たに皇太子に立てることを勧めるようになり、決断しかねた文帝はこれを高熲に相談した。高熲は皇太子と姻戚関係にあり、長幼の序を理由に廃立に反対したため、文帝はいったんは思いとどまった。独孤皇后は高熲が廃立に賛同しないことを知ると、彼の失脚を企むようになった。これより以前、高熲の夫人が死去した時、皇后は文帝に後添えを勧めたことがあったが、高熲は老齢を理由にこれを断った。ところがしばらくして高熲の愛妾が男子を産んだことを知ると、皇后は非常に不快に思い、文帝に対し「陛下が後添えを世話しようとしたのに、高熲は愛妾のことを気にかけ、陛下を欺いたのです。これでもまだ高熲を信じようとなさるのですか」と讒言し、これにより文帝は高熲を疎んじるようになった。
598年、漢王楊諒を総大将とする高句麗遠征が行われ、高熲は遠征に反対したが、元帥長史として従軍した。大雨と疫病により遠征が失敗すると、独孤皇后は高熲には始めから遠征を成功させる気がなかったと文帝に讒言した。さらに遠征時、文帝は楊諒が年少であることから、高熲に軍の一切を委任したところ、楊諒の意見の多くは高熲によって退けられた。楊諒はこのことを深く怨み、帰還後皇后に「私は高熲に殺されるところでした」と訴えた。これらを聞いた文帝はますます高熲を疑うようになった。599年、王世積が誅殺されたのに連座して高熲は免官され、さらに讒言が相次いだことによって庶民に落とされた。翌600年、高熲という後ろ盾を失った楊勇は皇太子を廃されて幽閉され、楊広が新たな皇太子となった。
604年、煬帝が即位すると高熲は太常に任じられた。煬帝が奢侈を好み、北周や北斉の音楽家および天下の演芸娯楽を集めようとしたところ、高熲は上奏して反対した。さらに607年、煬帝の万里の長城の築城や突厥の啓民可汗への優遇、朝廷の綱紀の弛緩などを賀若弼らとともに批判しあったところ、朝政誹謗の罪で煬帝に誅殺された。天下の人々は高熲の死を冤罪とし、これを惜しんでやまなかったという。

## 伝記資料
- 『隋書』巻41 列伝第6
- 『北史』巻72 列伝第60